# Narbonensis Regio
La Narbonensis Regio è una struttura geologica della superficie di 21 Lutetia.